# Муйил-майи-беремесе
Муйил-майи-беремесе — башкирська ватрушка з черемховою олією. 
Муйил-майи-беремесе готується на здобному тісті. Тісто розкочується в коржі товщиною 10 мм. На корж кладеться фарш з черемховою олією. Краї змащуються сметаною і закочуються.
Коржик запікається в духовці близько 20 хвилин. 

## Цікаві факти
Муйил-майи-беремесе може готується на картопляному, сирному або горіховому фарші.